# 欧希莱索尔希
欧希莱索尔希（法語：Auchy-lez-Orchies，法語發音：[oʃi lez‿ɔʁʃi]，意为“奥尔希附近的欧希”）是法国上法兰西大区北部省的一个市镇，属于杜埃区。

## 地理
欧希莱索尔希（50°28'47"N, 3°12'21"E）面积7.79 平方千米，位于法国上法蘭西大區北部省，该省份为法国最北部的省份及最长的省份，西北濒北海，西接加来海峡省，南至埃纳省和索姆省，东与比利时接壤。
与欧希莱索尔希接壤的市镇（或旧市镇、城区）包括：诺曼、贝尔塞、佩韦勒地区卡佩勒、库蒂什、奥尔希。
欧希莱索尔希的时区为UTC+01:00、UTC+02:00（夏令时）。

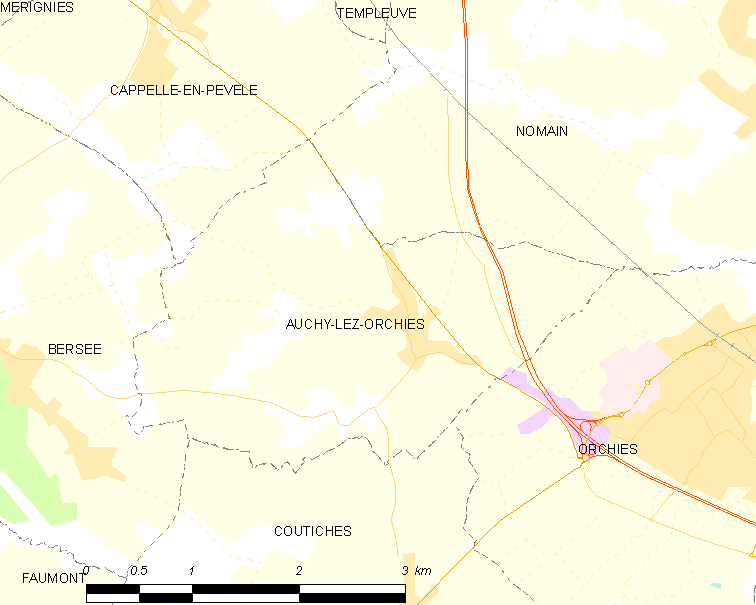
欧希莱索尔希的OSM定位图

## 行政
欧希莱索尔希的邮政编码为59310，INSEE市镇编码为59029。

## 政治
欧希莱索尔希所属的省级选区为奥尔希县。

## 人口

1962-2008年间欧希莱索尔希人口变化图示

欧希莱索尔希于2022年1月1日时的人口数量为1542人。